# Río Bolshaya Chukochya
El río Bolshaya Chukochya, lit. Gran Chukochya o simplemente Chukochya (del ruso: Большая Чукочья) es un importante río ruso localizado en la Siberia asiática que desemboca en el mar de Siberia Oriental. Tiene una longitud de 758 km (el 36.º más largo de los primarios rusos) y drena una gran cuenca de 19 800 km² (algo más pequeño que Eslovenia (151.º)).
Administrativamente, el río Bolshaya Chukochya discurre por la república de Saja de la Federación de Rusia.

## Geografía
El río Bolshaya Chukochya nace en el lago Usun-Kjuėl, en la parte oriental de las tierras bajas del Kolyma; posteriormente fluye con dirección general noreste a través de esa amplia región plana, con un curso muy sinuoso, con frecuencia afectado por inundaciones y rico en lagos (alrededor de 11 500, con una superficie total de unos 3600 km², e incluye el lago Bolshoe Morskoe (206 km²). Desemboca en la bahía de Kolyma en el mar de Siberia Oriental, entre otros dos grandes ríos, el  río Alazeya, por el este, y el río Kolyma, por el oeste. 
La cuenca del río se extiende en una área de 19 800 km², en su mayoría plana, afectada por el permafrost y con escasa vegetación de tipo tundra. La abundancia de agua durante el deshielo es la causa de la presencia de muchos lagos y extensas zonas inundadas durante el verano. Esto, combinado con el clima frío, es motivo de la baja densidad de población de las zonas atravesadas por el río, y por ello, a pesar de su longitud, no hay ningún centro urbano de importancia en sus riberas. Las condiciones climáticas causan que el río permanezca helado, en promedio durante el período comprendido entre principios de octubre hasta finales de mayo.
Los principales afluentes son el Olër (229 km) y el Semen-Jurjach (121 km), por la margen izquierda, y el Savva-Jurjach (106 km) por la derecha. 
En su cuenca vive el pueblo chucotos o chukchis, un grupo étnico paleosiberiano que habla el idioma chucoto y se dedican a la pesca y al pastoreo de renos. Físicamente se parecen mucho a los coreanos.

## Régimen fluvial
El río Bolshaya Chukochya tiene un régimen fluvial similar a casi todos los demás ríos de Siberia, estando helado, en promedio, entre finales de septiembre o principios de octubre y finales de mayo o principios de junio. En marzo/abril alcanza el mínimo anual de flujo de agua. El deshielo ve un gran aumento del caudal, de modo que en la primavera la descarga fluvial es de unos 3/5 del total anual. El verano y el otoño se caracterizan por una disminución gradual en la cantidad de agua transportada, volviendo al mínimo en invierno y primavera. 